# Consejos de la Sociedad Civil

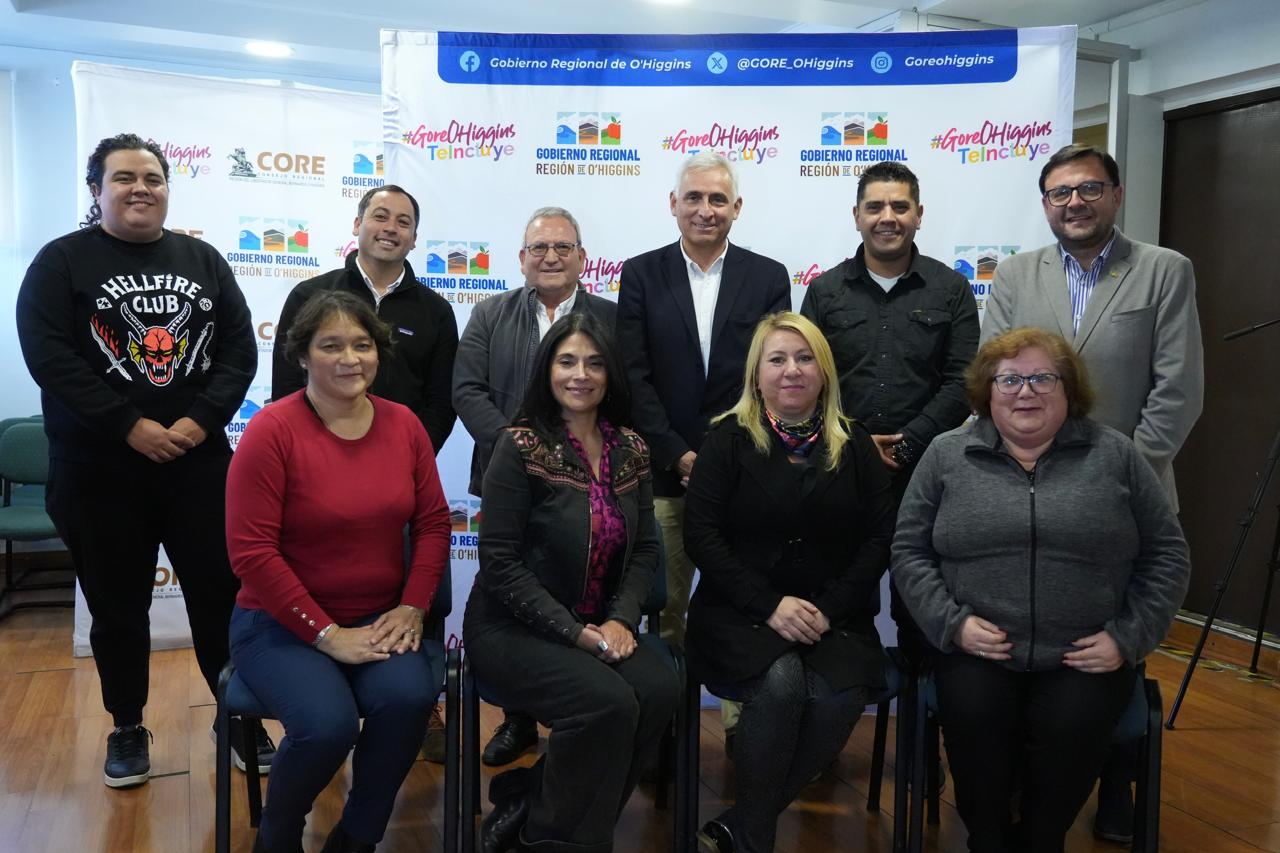
Primera sesión del consejo de la sociedad civil del Gobierno Regional de O'Higgins, abril de 2024

Los Consejos de la Sociedad Civil (COSOC) son un mecanismo de participación ciudadana de Chile. Instaurados en 2011 con la promulgación de la Ley 20.500 (Sobre asociaciones y participación ciudadana en la gestión pública) tienen como objetivo la representación de organizaciones de la sociedad civil en distintos organismos de la Administración del Estado, incluidos los Municipios.
Estos Consejos son de tipo consultivo (no vinculantes), autónomos y están integrados por representantes de la sociedad civil cuya labor esté relacionada con los temas de competencia del órganismo en cuestión. Además, su composición debe contemplar criterios de: diversidad, pluralidad y representatividad.
En el caso de los Municipios, el COSOC reemplaza al antiguo Consejo Económico y Social, y es elegido por las Juntas de Vecinos, organizaciones comunitarias y de interés público. Existiendo la posibilidad que también se integren gremios y sindicatos de la comuna. 
Según la legislación, el número de Consejeros a elegir no podrá ser inferior al doble ni superior al triple de los concejales en ejercicio de la respectiva comuna. Los Consejeros electos ejercen su cargo por cuatro años, el cual no es remunerado y deben reunirse al menos cuatro veces por año bajo la presidencia del alcalde.
Entre sus funciones, el COSOC puede formular observaciones a los presupuestos de inversión, al plan comunal de desarrollo y sobre las modificaciones al plan regulador comunal, materias de las cuales el alcalde deberá informarle en detalle.